# 但尼丁

但尼丁市

但尼丁（英語：Dunedin），又譯达尼丁或丹尼丁，位於紐西蘭南島南部，是奧塔哥地區首府，亦是南島的第二大城市，僅次於基督城。但尼丁人口約13萬，以人口計算，在紐西蘭全國排行第五大；以都市面積計算亦排在第五大，以整個城市計算，則是全紐最大。由於歷史及文化上的原因，但尼丁是紐西蘭全國的四個主要中心之一。
但尼丁靠海并拥有天然良港，是南岛南端的运输枢纽。但尼丁市就在奧塔哥港四周的山谷之上。海港及四周的山都是由死火山過往的活動而造成。这里擁有新西兰最古老的大学奥塔哥大学，它的医学院是全新西兰最有名的，以及奥塔哥理工学院，这所学校重视学生的实践教育，学校的课程大都是小课教育，学生比较受一些急需技术人才的公司的欢迎。
據傳，但尼丁的城市規劃是以愛丁堡為藍圖，因此許多主要街道名稱皆與愛丁堡雷同。於但尼丁開始發跡的Speight's啤酒廠亦相當出名，並於紐西蘭及澳洲市場佔有一席之地。值得一提，當地華人陳榮和（Peter Wing Ho Chin）曾於2004年至2010年擔任但尼丁市市長。

## 地理
但尼丁位於南島排南海岸奧塔哥半島之上，佔地面積約3314.8平方公里，是新西兰占地面积最大的城市。
座落於面對海港的山坡上，市區有着上上下下的斜坡。
但尼丁以壯麗景色著稱於世的奧塔哥地區的主要中心，擁有豐富的文化、莊嚴的建築、豐富的博物館、美術館與漂亮的公園，是旅遊南島時不可錯過的城市。

## 地標和景點

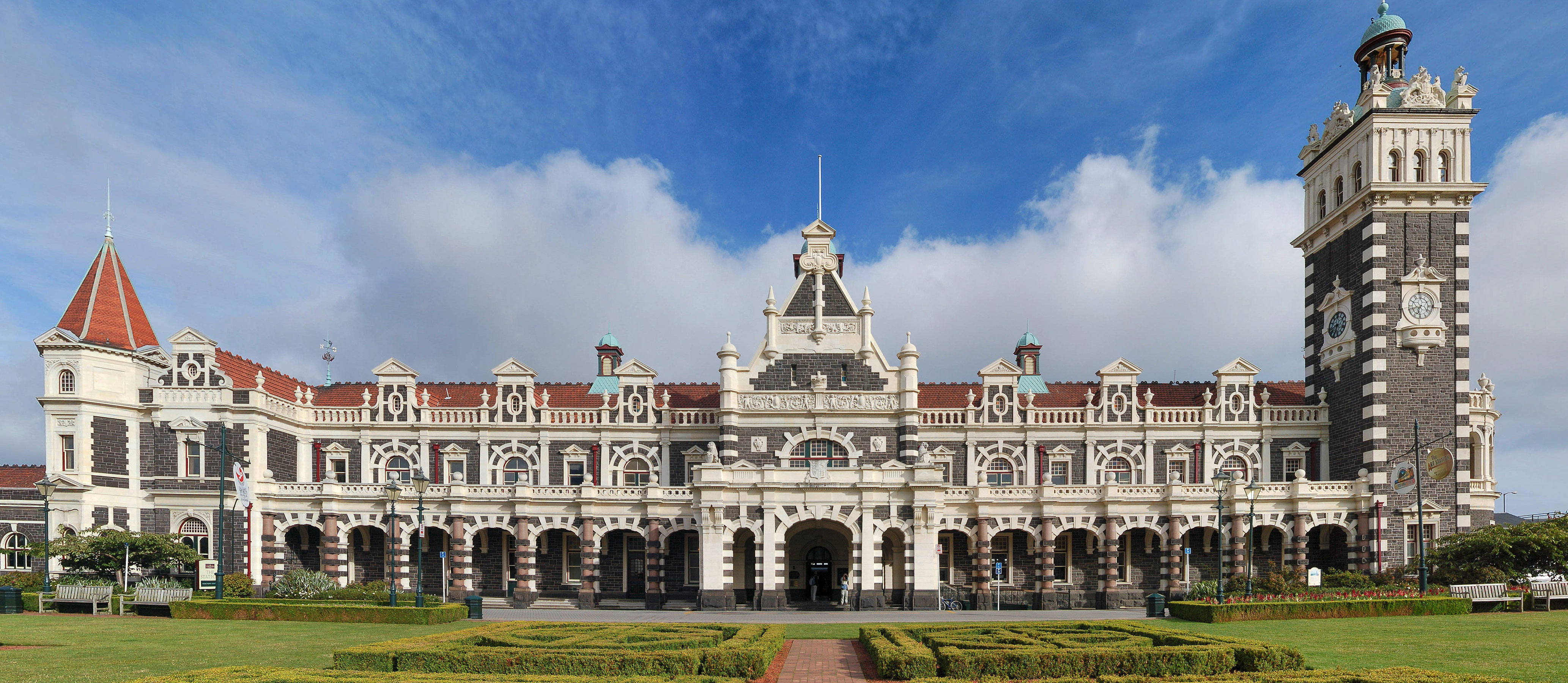
但尼丁車站

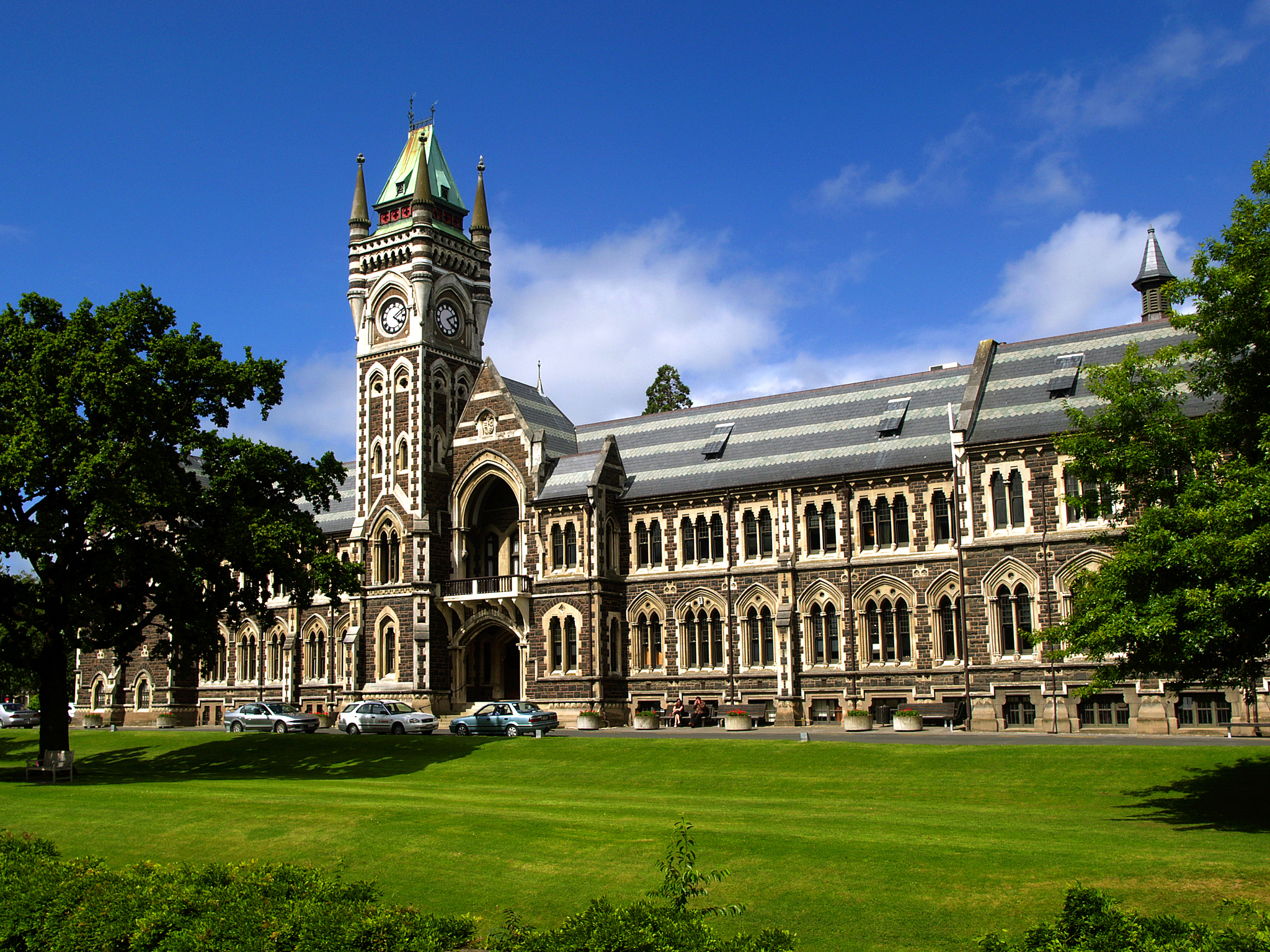
奥塔哥大学主樓

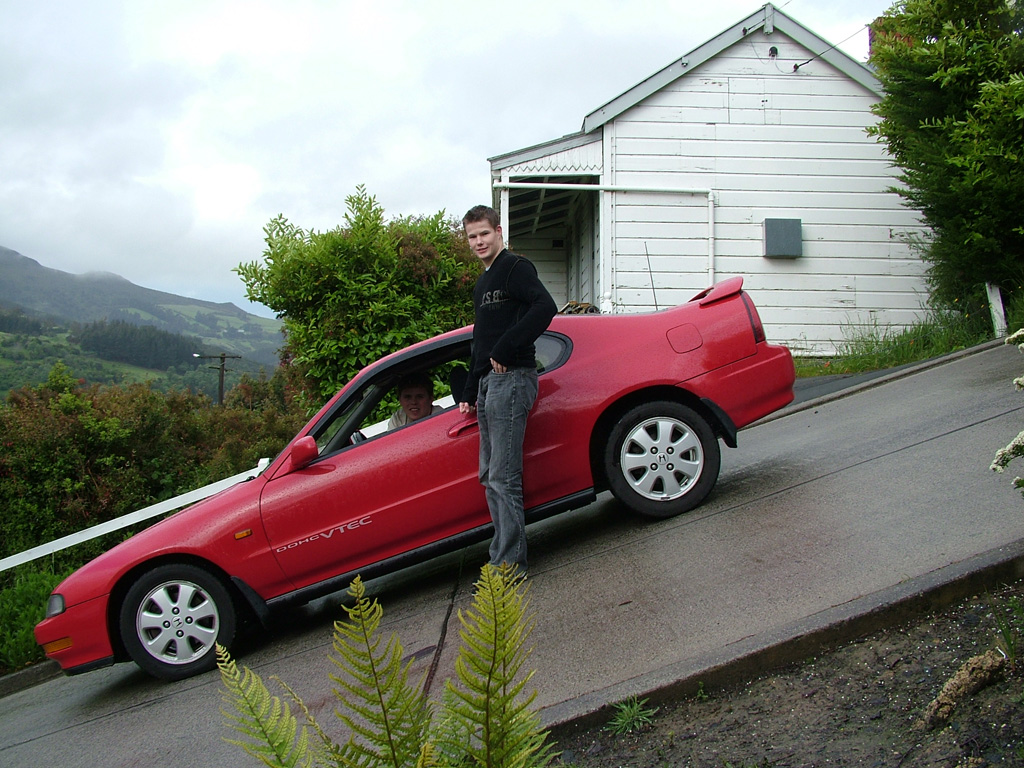
鮑德溫街，最球最陡峭的街道

- 但尼丁車站
- 峽谷列車
- 奧塔哥大學
- 最陡街的鮑德溫街
- 但尼丁植物園
- 奧塔哥博物館

## 氣候
但尼丁屬於溫帶海洋型氣候，每年有少於800mm的降雨量。在冬季，偶而在但尼丁市附近的山丘上會下雪，不過非常稀薄， 約在數小時之內就融化消失。最冷的八月份氣溫最低為4°C，最高約只有13°C；最溫暖的二月份，氣溫皆徘徊在20～25°C左右。

## 外號
- 紐西蘭的蘇格蘭城
- 紐西蘭的維多利亞城
- 南半球的愛丁堡

## 高等院校
- 奥塔哥大学（University of Otago）
- 奥塔哥理工学院（Otago Polytechnic）

## 友好城市
但尼丁與四個城市建立了友好城市的關係：
- 美国维吉尼亚州樸茨茅斯（1962年）
- 苏格兰爱丁堡（1974年）
- 日本小樽（1980年）
- 中華人民共和國上海（1994年）

## 外部連結
- 但尼丁市政官方網站 （页面存档备份，存于）（英文）